# 草酸镱
草酸镱是镱的草酸盐，化学式为Yb2(C2O4)3，其水合物可由氯化镱的水溶液和草酸二甲酯的苯溶液反应制得。它的五水合物受热分解得到二水合物，继续加热得到氧化镱。它和盐酸反应得到H[Yb(C2O4)2].6H2O。